# 신기 습곡 산지
신기 습곡 산지(新期褶曲山地)는 백악기 제3기에 지각판끼리의 충돌로 인해 형성된 습곡 산지이다. 융기과 습곡 같은 지각변동이 많다. 바람에 의한 풍화 작용이 활발하고 고도가 높다. 신기 습곡 산지에는 알프스산맥, 히말라야산맥, 로키산맥, 안데스산맥 등이 있다.